# سفارة الجمهورية العربية الصحراوية الديمقراطية في إثيوبيا
سفارة الجمهورية العربية الصحراوية الديمقراطية في إثيوبيا هي البعثة الدبلوماسية للجمهورية العربية الصحراوية الديمقراطية بإثيوبيا.